# Агент національної безпеки
Агент національної безпеки (рос. Агент национальной безопасности) — російський детективний телесеріал про пригоди агента ФСБ Олексія Ніколаєва.

## Головні ролі та персонажі
- Олексій Петрович Ніколаєв (Льоха, Льоша) (Михайло Пореченков) — головний герой, співробітник ФСБ, молодий та перспективний агент. Звання — капітан міліції (з 4-го сезону — майор міліції). Народився в березні 1969 року. Корінний мешканець Санкт-Петербурга. Навчався у театральному інституті, звідки був відрахований за бійку. Після цього проходив службу в Афганістані.
- Андрій Іванович Краснов (Андрюха, Андрюля, Дрюля) (Андрій Краско) — із самого початку капітан міліції, далі майор ФСБ. З'являється у всіх серіях, крім першої. Найкращий друг і напарник Олексія Ніколаєва. Старший за на напарника за віком. У 6 сезоні помер.
- Іван Іванович Тарасов (Іванич, Іван Іванович, Ваня) (Андрій Толубєєв) — полковник міліції ФСБ (з 4-го сезону генерал-майор міліції), начальник Управлення ФСБ по Санкт-Петербургу та Ленінградській області. Загинув при виконанні службових обов'язків.
- Олег Пилипович Тихомиров (Філя, Філіпич, Олег Філіпич) (Вадим Яковлев) — полковник ФСБ. Заступник Тарасова, безпосередній керівник Ніколаєва та Краснова. З'являється в 1-4 сезонах, крім першої серії. За радянських часів брав участь у секретних операціях в Гондурасі та на Сицилії. Володіє іспанською та італійською мовами. Пішов на пенсію в 4 сезоні. Повернувся на службу в 6 сезоні.
- Геннадій Ніколаєв (Андрій Зібров) — лейтенант ФСБ (далі старший лейтенант міліції, капітан міліції). З'явдяється з другого сезону.

## Знімальна група
Перший сезон (1—12 серії)
- Режисери — Дмитро Свєтозаров, Андрій Черних, Віталій Аксьонов, Ернест Ясан
- Сценаристи — Ігор Агеєв, Володимир Вардунас, Дмитро Свєтозаров
- Оператори — Олександр Устинов, Іван Багаєв
- Продюсер — Олександр Капиця
- Композитор — Андрій Сигле

Другий сезон (13—24 серії)
- Режисер — Дмитро Свєтозаров
- Сценаристм — Ігор Агеєв, Володимир Вардунас, Дмитро Свєтозаров
- Оператор — Олександр Устинов
- Продюсер — Олександр Капиця
- Композитор — Андрій Сигле

Третій сезон (25—36 серії)
- Режисери — Дмитро Свєтозаров, Ігор Москвітін, Андрій Кравчук
- Сценаристи — Ігор Агеєв, Володимир Вардунас, Дмитро Свєтозаров
- Оператори — Олександр Устинов, Іван Багаєв
- Продюсер — Олександр Капиця
- Композитор — Андрій Сигле

Четвертий сезон (37—48 серії)
- Режисери — Ігор Москвітін, Влад Фурман
- Сценаристи — Олександр Тихонов, Катерина Голанд, Борис Бірман, Андрій Лібенсон, Ігор Москвітін, Альберт Фролов, Юрій Черних
- Оператори — Іван Багаєв, Тимур Іскяндаров
- Продюсери — Олександр Капиця, Андрій Каморін
- Композитори — Андрій Мітрошин, Михайло Мокієнко

П'ятий сезон (49—60 серії)
- Режисери — Влад Фурман, Віктор Татарський, Олексій Лебедєв
- Сценаристи — Леонід Балтійський, Ольга Шурбелєва, Катерина Голанд, Борис Бірман, Олена Шустрова
- Оператор — Тимур Іскяндаров
- Композитор — Михайло Мокієнко
- Продюсери — Олександр Капиця, Андрій Каморін, Лариса Капиця, Петро Капиця.

## Заборона показу в Україні
У листопаді 2014 року Держкіно скасувало або відмовило в державній реєстрації 69 фільмів за участю російського актора Михайла Пореченкова. До переліку ввійшов і серіал «Агент національної безпеки».